# Tetrops warnckei
Tetrops warnckei là một loài bọ cánh cứng trong họ Cerambycidae.